# Scotch Cup 1965
Der Scotch Cup 1965 war die 7. Austragung des Curling-Turniers und wurde vom 15. bis 18. März des Jahres in der schottischen Stadt Perth im Perth Ice Rink veranstaltet. Der Pokalwettbewerb trägt heute den Status der Curling-Weltmeisterschaft der Herren.
Der Scotch Cup wurde in einem Rundenturnier (Round Robin) zwischen den Mannschaften aus Schottland, Kanada, den Vereinigten Staaten, Schweden, Norwegen und der Schweiz ausgespielt. Die Spiele wurden auf zwölf Ends angesetzt.
Die US-Amerikaner konnten die Siegesserie der Kanadier durchbrechen und feierten den ersten Triumph beim Scotch Cup.

## Teilnehmende Nationen
| Kanada | Norwegen                                                                                               | Schottland                                                                                                   |
| --- | --- | --- |
| Granite CC, Winnipeg, MB Skip: Terry Braunstein Third: Don Duguid Second: Gordon McTavish Lead: Ray Turnbull | Frogner CC, Oslo Skip: Ulf Engh Third: Arne Ramstad Second: Rolf Carlem Lead: Perfinn Hansen           | Kilgraston & Moncrieffe CC, Perth Skip: Chuck Hay Third: John Bryden Second: Alan Glen Lead: David Howie     |
| Schweden | Schweiz                                                                                                | Vereinigte Staaten                                                                                           |
| Örebro CK, Örebro Skip: Tore Rydman Third: Gunnar Kullendorf Second: Sigurd Rydén Lead: Börje Holmgren       | Zermatt CC, Zermatt Skip: Theo Welschen Third: Hermann Truffer Second: Karl Bayard Lead: Alfonse Biner | Superior CC, Superior, WI Skip: Raymond „Bud“ Somerville Third: Bill Strum Second: Al Gagne Lead: Tom Wright |

## Tabelle der Round Robin
| Schlüssel | Schlüssel                      |
| --------- | ------------------------------ |
|           | Qualifiziert für die Play-offs |

| Platz | Team               | Spiele | Siege | Ndlg. |
| ----- | ------------------ | ------ | ----- | ----- |
| 1.    | Vereinigte Staaten | 5      | 4     | 1     |
| 2.    | Kanada             | 5      | 4     | 1     |
| 3.    | Schweden           | 5      | 3     | 2     |
| 4.    | Schottland         | 5      | 3     | 2     |
| 5.    | Schweiz            | 5      | 1     | 4     |
| 6.    | Norwegen           | 5      | 0     | 5     |

## Ergebnisse der Round Robin

### Runde 1
| Begegnung         | Resultat |
| ----------------- | -------- |
| Kanada – Schweden | 8:6      |

| Begegnung                       | Resultat |
| ------------------------------- | -------- |
| Schottland – Vereinigte Staaten | 11:5     |

| Begegnung          | Resultat |
| ------------------ | -------- |
| Schweiz – Norwegen | 11:8     |

### Runde 2
| Team               |  | 1 | 2 | 3 | 4 | 5 | 6 | 7 | 8 | 9 | 10 | 11 | 12 | Gesamt |
| ------------------ |  | - | - | - | - | - | - | - | - | - | -- | -- | -- | ------ |
| Vereinigte Staaten |  | 1 | 3 | 0 | 1 | 0 | 1 | 0 | 1 | 0 | 0  | 1  | 1  | 9      |
| Kanada             |  | 0 | 0 | 2 | 0 | 2 | 0 | 2 | 0 | 0 | 2  | 0  | 0  | 8      |

| Begegnung             | Resultat |
| --------------------- | -------- |
| Schottland – Norwegen | 12:8     |

| Begegnung          | Resultat |
| ------------------ | -------- |
| Schweden – Schweiz | 10:9     |

### Runde 3
| Team     |  | 1 | 2 | 3 | 4 | 5 | 6 | 7 | 8 | 9 | 10 | 11 | 12 | Gesamt |
| -------- |  | - | - | - | - | - | - | - | - | - | -- | -- | -- | ------ |
| Kanada   |  | 1 | 1 | 1 | 0 | 0 | 3 | 0 | 2 | 0 | 0  | 3  | 0  | 11     |
| Norwegen |  | 0 | 0 | 0 | 1 | 1 | 0 | 1 | 0 | 2 | 1  | 0  | 1  | 7      |

| Begegnung            | Resultat |
| -------------------- | -------- |
| Schottland – Schweiz | 29:8     |

| Begegnung                     | Resultat |
| ----------------------------- | -------- |
| Vereinigte Staaten – Schweden | 9:7      |

### Runde 4
| Begegnung        | Resultat |
| ---------------- | -------- |
| Kanada – Schweiz | 19:3     |

| Begegnung                     | Resultat |
| ----------------------------- | -------- |
| Vereinigte Staaten – Norwegen | 22:5     |

| Begegnung             | Resultat |
| --------------------- | -------- |
| Schweden – Schottland | 10:9     |

### Runde 5
| Begegnung           | Resultat |
| ------------------- | -------- |
| Kanada – Schottland | 9:7      |

| Begegnung                    | Resultat |
| ---------------------------- | -------- |
| Vereinigte Staaten – Schweiz | 22:3     |

| Begegnung           | Resultat |
| ------------------- | -------- |
| Schweden – Norwegen | 8:7      |

## Play-off

### Turnierbaum
|  | Halbfinale | Halbfinale         | Halbfinale |  |  | Finale | Finale             | Finale |
|  |            |                    |            |  |  |        |                    |        |
|  |            |                    |            |  |  |        |                    |        |
|  | 1          | Vereinigte Staaten | 14         |  |  |        |                    |        |
|  | 3          | Schweden           | 5          |  |  |        |                    |        |
|  |            |                    |            |  |  | 1      | Vereinigte Staaten | 9      |
|  |            |                    |            |  |  | 2      | Kanada             | 6      |
|  | 2          | Kanada             | 8          |  |  |        |                    |        |
|  | 4          | Schottland         | 4          |  |  |        |                    |        |
|  |            |                    |            |  |  |        |                    |        |

### Halbfinale
| Begegnung                     | Resultat |
| ----------------------------- | -------- |
| Vereinigte Staaten – Schweden | 14:5     |

| Team       |  | 1 | 2 | 3 | 4 | 5 | 6 | 7 | 8 | 9 | 10 | 11 | 12 | Gesamt |
| ---------- |  | - | - | - | - | - | - | - | - | - | -- | -- | -- | ------ |
| Schottland |  | 0 | 0 | 0 | 0 | 1 | 0 | 0 | 1 | 1 | 0  | 1  | 0  | 4      |
| Kanada     |  | 1 | 0 | 0 | 2 | 0 | 0 | 3 | 0 | 0 | 1  | 0  | 1  | 8      |

### Finale
| Team               |  | 1 | 2 | 3 | 4 | 5 | 6 | 7 | 8 | 9 | 10 | 11 | 12 | Gesamt |
| ------------------ |  | - | - | - | - | - | - | - | - | - | -- | -- | -- | ------ |
| Vereinigte Staaten |  | 1 | 0 | 1 | 0 | 1 | 2 | 1 | 1 | 0 | 0  | 1  | 1  | 9      |
| Kanada             |  | 0 | 2 | 0 | 1 | 0 | 0 | 0 | 0 | 2 | 1  | 0  | 0  | 6      |

## Endstand
| Platz | Land               |
| ----- | ------------------ |
| 1     | Vereinigte Staaten |
| 2     | Kanada             |
| 3     | Schweden           |
| 4     | Schottland         |
| 5     | Schweiz            |
| 6     | Norwegen           |